# Cyril Lemoine
Cyril Lemoine (Tours, 3 maart 1983) is een voormalig Frans wielrenner en veldrijder. 

## Carrière
Cyril Lemoine werd in 2005 beroepswielrenner bij Crédit Agricole. Later kwam hij ook nog uit voor Skil-Shimano en Saur-Sojasun. Van 2014-2020 reed hij voor Cofidis, Solutions Crédits. In 2006 reed hij zijn eerste grote ronde, de Ronde van Spanje, waarin hij op plek 134 eindigde. Ook reed hij meerdere malen de Ronde van Frankrijk. 
2014 was voor Lemoine een succesvol jaar als het gaat over het behalen van ereplaatsen en publiciteit. In de Ronde van België werd hij knap zevende in de tijdrit, tiende in de lastige heuvelrit en zesde in het algemeen klassement. In de Ronde van Frankrijk viel hij op doordat hij tijdens de eerste week enkele dagen in de bolletjestrui reed. Lemoine werd ook nog eens tiende in de vijfde etappe, een kasseirit tussen Ieper en Arenberg.

## Veldrijden

### Palmares
| Seizoen   | Wereldbeker | Superprestige | Coupe de France | WK       | EK       | FK       | Overige  | Totaal aantal zeges |
| Beloften  | Beloften    | Beloften      | Beloften        | Beloften | Beloften | Beloften | Beloften | Beloften            |
| --------- | ----------- | ------------- | --------------- | -------- | -------- | -------- | -------- | ------------------- |
| 2002-2003 |             |               |                 |          |          | 8e       |          | 0                   |
| 2003-2004 |             |               |                 |          |          | 15e      |          | 0                   |

## Wegwielrennen

### Belangrijkste overwinningen
2004
3e etappe Ronde van Tarn-et-Garonne

## Resultaten in voornaamste wedstrijden
| Jaar | Ronde van Italië | Ronde van Frankrijk | Ronde van Spanje |
| ---- | ---------------- | ------------------- | ---------------- |
| 2005 |                  |                     |                  |
| 2006 |                  |                     | 134e             |
| 2007 |                  |                     |                  |
| 2008 |                  |                     | 100e             |
| 2009 |                  | 144e                |                  |
| 2010 |                  |                     |                  |
| 2011 |                  |                     |                  |
| 2012 |                  | 136e                |                  |
| 2013 |                  | 112e                |                  |
| 2014 |                  | 110e                |                  |
| 2015 |                  |                     | 61e              |
| 2016 |                  | 137e                |                  |
| 2017 |                  | 128e                |                  |
| 2018 |                  |                     |                  |
| 2019 |                  |                     |                  |
| 2020 |                  |                     |                  |
| 2021 |                  | opgave              |                  |
| 2022 |                  | 113e                |                  |

| Jaar | Milaan-San Remo | Gent-Wevelgem | Ronde van Vlaanderen | Parijs-Roubaix | Dwars door Vlaanderen |  | WK op de weg |  | Wereldranglijsten |
| ---- | --------------- | ------------- | -------------------- | -------------- | --------------------- |  | ------------ |  | ----------------- |
| 2005 |                 |               |                      | opgave         | 31e                   |  |              |  |                   |
| 2006 |                 | 74e           |                      |                |                       |  |              |  |                   |
| 2007 |                 |               | opgave               |                | 99e                   |  |              |  |                   |
| 2008 |                 |               |                      |                |                       |  |              |  | 138e (UPT)        |
| 2009 |                 | 12e           | 52e                  | 79e            |                       |  |              |  | 188e (UWK)        |
| 2010 |                 |               |                      | 55e            |                       |  |              |  |                   |
| 2011 |                 |               |                      | 79e            | 59e                   |  |              |  |                   |
| 2012 |                 |               |                      |                |                       |  |              |  |                   |
| 2013 |                 |               |                      | 77e            |                       |  |              |  |                   |
| 2014 |                 | 15e           | 48e                  | opgave         | 20e                   |  |              |  |                   |
| 2015 | 54e             | opgave        | 124e                 | opgave         | 7e                    |  | 100e         |  |                   |
| 2016 | opgave          | 31e           |                      | 109e           | 53e                   |  | opgave       |  |                   |
| 2017 | 164e            | opgave        | opgave               | opgave         | 84e                   |  |              |  |                   |
| 2018 | 148e            | 98e           | 103e                 | 88e            | 95e                   |  |              |  | 2383e (UWR)       |
| 2019 | 75e             |               | 92e                  | 54e            | 136e                  |  |              |  | 1045e (UWR)       |
| 2020 | 78e             | 25e           | 56e                  |                |                       |  |              |  |                   |
| 2021 |                 | 22e           | 46e                  | 59e            | 53e                   |  |              |  |                   |
| 2022 |                 | opgave        | 70e                  | 66e            |                       |  |              |  |                   |

## Ploegen
2004 –  Crédit Agricole Espoirs
2005 –  Crédit Agricole
2006 –  Crédit Agricole
2007 –  Crédit Agricole
2008 –  Crédit Agricole
2009 –  Skil-Shimano
2010 –  Saur-Sojasun
2011 –  Saur-Sojasun
2012 –  Saur-Sojasun
2013 –  Sojasun
2014 –  Cofidis, Solutions Crédits
2015 –  Cofidis, Solutions Crédits
2016 –  Cofidis, Solutions Crédits
2017 –  Cofidis, Solutions Crédits
2018 –  Cofidis, Solutions Crédits
2019 –  Cofidis, Solutions Crédits
2020 –  Cofidis, Solutions Crédits
2021 –  B&B Hotels p/b KTM
2022 –  B&B Hotels-KTM
Wielerploegen van Cyril Lemoine
Bellotti ·
Bodrogi ·
Botsjarov ·
Caucchioli ·
Dean ·
Halgand ·
Hervé ·
Hinault ·
Hushovd ·
Joly ·
Kaggestad ·
Kasjetsjkin ·
Kirsipuu ·
Leblacher ·
Le Mével ·
Lemoine ·
Lequatre ·
Moeravjov ·
Moreau ·
Nazon ·
Patour ·
Poilvet ·
Portal ·
Raisin ·
Talabardon ·
Vogondy ·
Wiggins ·
Hivert (stagiair) ·
Marino (stagiair) ·
Pauriol (stagiair)
Bellotti ·
Bodrogi ·
Bonnet ·
Botsjarov ·
Caucchioli ·
Charteau ·
Dean ·
Edaleine ·
Engoulvent ·
Fofonov ·
Halgand ·
Hinault ·
Hivert ·
Hushovd ·
Kaggestad ·
Kirsipuu ·
Le Mével ·
Lemoine ·
Marino ·
Patour ·
Pauriol ·
Poilvet ·
Portal ·
Raisin ·
Renshaw ·
Talabardon ·
Vogondy ·
Fortin (stagiair) ·
Lhotellerie (stagiair) ·
Rolland (stagiair) 
Bellotti ·
Bodrogi ·
Bonnet ·
Botsjarov ·
Caucchioli ·
Charteau ·
Dean ·
Edaleine ·
Engoulvent ·
Fofonov ·
Furlan ·
Halgand ·
Hinault ·
Hivert ·
Hushovd ·
Kaggestad ·
Kern ·
Laurent ·
Le Mével ·
Lemoine ·
Marino ·
Pauriol ·
Poilvet ·
Raisin ·
Renshaw ·
Roche ·
Rolland ·
Talabardon ·
Bagot (stagiair) ·
Fournet-Fayard (stagiair) ·
Konovalovas (stagiair) 
Berthou ·
Bodrogi ·
Bonnet ·
Botsjarov ·
Caucchioli ·
Engoulvent ·
Fofonov (tot 31/07) ·
Furlan ·
Gerrans ·
Halgand ·
Hinault ·
Hivert ·
Hunt ·
Hushovd ·
Konovalovas ·
Kern ·
Le Mével ·
Lemoine ·
Marino ·
Méderel ·
Pauriol ·
Raisin ·
Rasch ·
Renshaw ·
Roche ·
Rolland ·
Simon ·
Talabardon ·
Bessy (stagiair) ·
Chopin (stagiair) ·
Šiškevičius (stagiair) 
Beppu ·
Curvers ·
De Backer ·
Deroo ·
Docker ·
Doi ·
Eltink ·
Feng ·
Geschke ·
Goesinnen ·
Hivert ·
Houanard ·
van Hummel ·
Hupond ·
Ji · 
Jin ·
de Kort ·
Lemoine ·
Rooijakkers ·
Timmer ·
Veelers · 
Wagner ·
Antomarchi (stagiair) · 

de Jonge (stagiair) · 
Vissers (stagiair) 
Bessy ·
Casper ·
Coppel · 
Coutouly ·
Delaplace ·
Engoulvent ·
Galland ·
Hivert ·
Jeandesboz ·
Joly ·
Lemoine ·
Levarlet ·
Mangel ·
Marino ·
Martias · 
Mathéou ·
Poulhiès ·
Simon ·
Talabardon · 
Laborie (stagiair) · 
Poux (stagiair) · 

Tortelier (stagiair)
Bessy ·
Casper ·
Coppel · 
Coyot ·
Delaplace ·
Engoulvent ·
Galland ·
Hivert ·
Jeandesboz ·
Joly ·
Laborie · 
Lemoine ·
Levarlet ·
Mangel ·
Marino ·
Martias · 
Mathéou ·
Paiani ·
Poulhiès ·
Poux · 
Simon ·
Talabardon · 
Turpin ·
Daniel (stagiair) · 
Renault (stagiair) · 
Tortelier (stagiair)
Bessy ·
Coppel · 
Coyot ·
Delaplace ·
Engoulvent ·
Feillu ·
Galland ·
Hivert ·
Jeandesboz ·
Laborie · 
Le Lay ·
Lemoine ·
Levarlet ·
Mangel ·
Marino ·
Martias · 
Méderel ·
Paiani ·
Poulhiès ·
Poux · 
Simon ·
Talabardon · 
Tortelier · 
Kéo (stagiair) ·
Renault (stagiair) · 
Vuillermoz (stagiair) 
Daniel ·
Delaplace ·
El Fares ·
Engoulvent ·
Feillu ·
Galland ·
Hivert ·
Jeandesboz ·
Laborie · 
Le Lay ·
Lemoine ·
Marino ·
Martias · 
Méderel ·
Paiani ·
Pauriol ·
Poux ·
Schmidt ·
Simon ·
Šiškevičius · 
Talabardon · 
Tortelier · 
Vuillermoz · 

Guay (stagiair)  
Bagot ·
Bescond · 
Cammaerts ·
Coppel ·
Edet ·
Fouchard ·
García ·
Hardy ·
Jõeäär ·
Laporte ·
Le Mével ·
Lemarchand ·
Lemoine ·
Levarlet ·
Maté · 
Molard ·
Navarro · 
Petit ·
Poulhiès ·
Sénéchal · 
Simon ·
Taaramäe · 
Venturini · 
Verhelst ·
Zingle ·
Chetout (stagiair) · 
Kowalski (stagiair) · 
Turgis (stagiair) 
Ahlstrand · Bagot · N.Bouhanni · Chainel · Chetout · Edet · Hardy · Jõeäär · Laporte · Lemoine · Maté · Molard · Navarro · Petit · Rollin · Rossetto · Sénéchal · Simon · Soupe · Turgis · Van Staeyen · Vanbilsen · Venturini · Verhelst · Zingle · R.Bouhanni (stagiair) · Hofstetter (stagiair) · San Sebastián (stagiair)
Ahlstrand · Bagot · N.Bouhanni · R.Bouhanni · Božič · Chetout · Cousin · Edet · Hardy · Hofstetter · Jeannesson · Jõeäär · Laporte · Lemoine · Maté · Molard · Navarro · Perez · Rossetto · Sénéchal · Simon · Soupe · Turgis · Van Staeyen · Vanbilsen · Venturini · Godon (stagiair) · Le Turnier (stagiair)
Bagot · Bonnafond · N. Bouhanni · R. Bouhanni · Chetout · Claeys · Cousin · Edet · Godon · Hofstetter · Laporte · Le Turnier · Lemoine · Maté · Navarro · Perez · Rossetto · Sénéchal · Simon · Soupe · A. Turgis · J. Turgis · Van Genechten · Van Staeyen · Vanbilsen · Venturini · Barceló (stagiair) · Lafay (stagiair) · T. Turgis (stagiair)
Bonnafond · N. Bouhanni · R. Bouhanni · Chetout · Claeys · Edet · Godon · Jesús Herrada · José Herrada · Hofstetter · Lafay · Laporte · Le Turnier · Lemoine · Maté · Navarro · Perez · Rossetto · Simon · Soupe · Teklehaimanot · A. Turgis · J. Turgis · Van Lerberghe · Van Staeyen · Vanbilsen · Morin (stagiair) · Puppio (stagiair) · Skaarseth (stagiair)
Atapuma · Berhane · N. Bouhanni · R. Bouhanni · Chetout · Claeys · Edet · Fortin · Hansen · Jesús Herrada · José Herrada · Hofstetter · Lafay · Laporte · Le Turnier · Lemoine · Maté · Mathis · Morin · Perez · Périchon · Rossetto · Simon · Soupe · Touzé · Van Lerberghe · Vanbilsen · Waeytens · Finé (stagiair) · Leyder (stagiair) · Viviani (stagiair)
Allegaert · Barceló · Berhane · Claeys · Consonni · Edet · Finé · Haas · Hansen · Jesús Herrada · José Herrada · Lafay · Laporte · Le Turnier · Lemoine · Martin · Maté · Mathis · Morin · Perez · Périchon · Rossetto · Sabatini · Touzé · Vanbilsen · Vermote · A. Viviani · E. Viviani  · Prodhomme (stagiair) · Zanoncello (stagiair)
Barbier · Barthe · Boileau · Bonnamour · Chevalier · Debusschere · Ferasse · Gautier · Gougeard · Heidemann · Hivert · Jauregui · Koretzky · Lagrée · Laurance · Lecroq · Lemoine · Lietaer · Morice · Mozzato · Parisella · Rolland · Schönberger · Warlop · Dauphin (stagiair) · Mahoudo (stagiair) · Rouland (stagiair)